# Netos (Texas)
Netos es un lugar designado por el censo ubicado en el condado de Starr en el estado estadounidense de Texas. En el Censo de 2010 tenía una población de 31 habitantes y una densidad poblacional de 323,49 personas por km².

## Geografía
Netos se encuentra ubicado en las coordenadas 26°24′39″N 98°45′31″O / 26.41083, -98.75861. Según la Oficina del Censo de los Estados Unidos, Netos tiene una superficie total de 0.1 km², de la cual 0.1 km² corresponden a tierra firme y (0%) 0 km² es agua.

## Demografía
Según el censo de 2010, había 31 personas residiendo en Netos. La densidad de población era de 323,49 hab./km². De los 31 habitantes, Netos estaba compuesto por el 100% blancos, el 0% eran afroamericanos, el 0% eran amerindios, el 0% eran asiáticos, el 0% eran isleños del Pacífico, el 0% eran de otras razas y el 0% pertenecían a dos o más razas. Del total de la población el 100% eran hispanos o latinos de cualquier raza.